# مائورو تاسوتی
مائورو تاسوتی (زاده ۱۹ ژانویه ۱۹۶۰، رم)، مدافع بازنشستهٔ باشگاه میلان و تیم ملی تیم ملی ایتالیاست.او در فینال رقابت‌های قهرمانی باشگاههای اروپا (۱۹۹۳-۱۹۹۴)، در غیاب فرانکو بارزی، جام قهرمانی را به عنوان کاپیتان میلان بالای سر برد.از سال ۲۰۰۱ او به صورت پیوسته به عنوان کمک مربی روی نیمکت آ.ث میلان می‌نشیند.